# Donji Ljubeš
Donji Ljubeš (em cirílico: Доњи Љубеш) é uma vila da Sérvia localizada no município de Aleksinac, pertencente ao distrito de Nišava, na região de Ponišavlje. A sua população era de 490 habitantes segundo o censo de 2011.

## Demografia
| 1948 | 1953 | 1961 | 1971 | 1981 | 1991 | 2002 | 2011 |
| ---- | ---- | ---- | ---- | ---- | ---- | ---- | ---- |
| 1027 | 1078 | 1029 | 919  | 786  | 731  | 597  | 490  |